# Need for Speed: Underground 2
Need for Speed: Underground 2 (kurz NFSU2) ist der achte Teil der von Electronic Arts entwickelten Rennspielserie Need for Speed und erschien am 18. November 2004 für Windows, PS2, Xbox, GameCube, GBA und Nintendo DS. Die Version für PSP wurde je nach Veröffentlichungsregion zwischen Januar und September 2005 veröffentlicht.

## Spielprinzip
In diesem Teil der Serie geht es, wie in den Vorgängern, darum, illegale Rennen zu fahren und dabei sein Fahrzeug aufzurüsten. Hierzu muss man in der Karriere erfolgreich sein, um Geld zu erhalten. Es wurde ein neuer „Freie-Fahrt“-Modus hinzugefügt, in dem man sich nun auf über 200 km Strecke frei durch die fiktive Stadt Bayview bewegen kann, die in fünf Abschnitte aufgeteilt ist und stark an mehrere Metropolen der Küste Kaliforniens erinnert. Die einzelnen Abschnitte werden im Laufe des Spiels freigeschaltet.
Es wurden gegenüber dem Vorgänger fünf neue Renntypen eingeführt: Outrun, Street X (Street Cross), URL (Underground Racing League), Downhill Drift, Geländewagenrennen, die Anzahl der Tuningteile verdoppelt, 14 Wagen hinzugefügt und das Performance-Tuning vertieft. Neben dem verbesserten Online-Modus für bis zu sechs Spieler, in dessen Genuss nun dank Xbox-Live-Unterstützung auch Xbox-Besitzer kamen, steht nun wieder der von den Fans eingeforderte LAN-Modus für Mehrspieler-Partien zur Verfügung. Updates sind derzeit bei EA Games verfügbar. Inzwischen hat Electronic Arts die Server für den PC-Online-Multiplayer sowie für Xbox Live vom Netz genommen.

## Plot
Die Handlung knüpft an Need For Speed: Underground aus dem Jahr 2003 an. Sie beginnt, als der Spieler Eddies Straßengang "TheEastsiders" in Olympic City besiegt. Nach dem letzten Rennen bekommt der Spieler von einem zu diesem Zeitpunkt unbekannten Mann die Einladung, dessen Team beizutreten. Das stellt sich als Falle heraus: Der Spieler wird von einem gelben Hummer H2 angefahren und sein Nissan Skyline zerstört.
Sechs Monate später sieht man den Spieler auf einem Flug nach Bayview. Er hat einen Notizzettel von Samantha, die sich auf Rachel Teller bezieht, und einen Autoschlüssel. Der Spieler kommt in Bayview an, um Rachels grünen Nissan 350Z auf dem Parkplatz des Flughafens aufzufinden.
Nach der Ankunft wird der Spieler angewiesen, zu einem Autohändler zu fahren und sein erstes Auto auszuwählen. Zuvor hat der Spieler jedoch die Möglichkeit, mit Rachels Auto an drei Rennveranstaltungen teilzunehmen.
Der Spieler trifft auf den Anführer der "The Wraiths", Caleb Reece. Es stellt sich heraus, dass er der Fahrer des mysteriösen Hummers ist. Rachel Teller verrät dem Spieler, dass Caleb Reece versucht, die Kontrolle über die Rennszene in Bayview zu übernehmen, indem er Sponsoring-Verträge zu seinen Gunsten manipuliert.
Der Spieler trifft schließlich auf das Team "The Wraiths" sowie auf das weibliche Mitglied Nikki Morris, welches einen Ford Mustang GT fährt. Nachdem der Spieler mehrere Rennen der Underground Racing League gegen Nikki Morris gewinnt, wechselt sie die Seiten. Caleb ist nicht erfreut und fordert den Spieler zu einem letzten Rennen in einem Pontiac GTO heraus.

## Events
Need for Speed: Underground 2 bietet eine Vielzahl von verschiedenen Rennveranstaltungen. Spieler können Upgrades und Autos freischalten, indem sie Events gewinnen.
- Circuit/Rundkurs – Der Spieler tritt in geschlossenen Rundkursen mit einer festgelegten Anzahl von Runden gegen andere Rennfahrer an.

- Drag – Der Spieler tritt gegen andere Rennfahrer auf einer geschlossenen geraden Straße an. Wer die Strecke am schnellsten bewältigt, gewinnt das Event.

- Drift – Die Spieler müssen um Kurven driften, um Punkte entlang einer geschlossenen Strecke zu sammeln. Je nach Geschwindigkeit und Winkel des Fahrzeugs erhalten die Spieler mehr Punkte. Der Gewinner ist der Spieler mit der höchsten Punktzahl.

- Outrun – Der Spieler muss den Gegner überholen und einen Abstand von 300 Metern herausfahren. Wenn man genug Outrun-Rennen gewinnt, werden Spezialteile freigeschaltet.

- Sprint – Der Spieler tritt gegen andere Rennfahrer auf einem vorgegebenen Track von Punkt A nach Punkt B an.

- Street X – Die Spieler treten gegen andere Rennfahrer in geschlossenen Kreisläufen entlang enger Kurven mit einer bestimmten Anzahl von Runden an.

- SUV-Events – Eine Auswahl von Strecken- und Sprint-Events, bei denen nur SUVs gegeneinander fahren können.

- Special Event – Der Spieler muss eine Strecke vom Punkt A bis Punkt B bewältigen, bevor die Zeit abläuft. Die Strecke ist frei wählbar.

- Underground Racing League – Die Spieler treten in einem Turnier auf einer geschlossenen Rennstrecke gegen andere Rennfahrer an. Rennfahrer erhalten nach jedem Rennen Punkte, basierend auf ihrer Position. Sieger ist der Rennfahrer, der nach dem letzten Rennen die meisten Punkte gesammelt hat. Jeder URL-Gewinn schaltet ein Auto frei.

## Spielwelt
Die Handlung von Need for Speed: Underground 2 findet in der fiktiven Stadt Bayview statt. Bayview besteht aus vier Hauptbezirken: City Core, Beacon Hill, Jackson Heights und Coal Harbor.

### City Core
Dieser Bezirk ist schon von Beginn an für den Spieler befahrbar. City Core ähnelt einem typischen Großstadtzentrum. Es gibt einige Hochhäuser, aber auch Bereiche mit älteren Gebäuden und schmalen Gassen. Auch ein Tunnel, der das Zentrum unterquert, befindet sich dort. City Core ist umgeben vom Highway 27 und gliedert sich in sieben kleinere Bezirke.
- City Center befindet sich im Nord-Osten und ist der Stadtkern von Bayview. Man findet dort viele Hochhäuser und Business-Headquarters. Durch den unterirdischen Freeway kann man Beacon Hill und den Highway 27 erreichen.

- Hotel Plaza ist ein relativ großer Bezirk, welcher sich im Nord-Westen befindet. Hier sind viele Hochhäuser und Hotels zu finden.

- Stadium ist ein kleiner Bezirk in der Nähe von South Market. Dort befindet sich das Stadion, in dem Drift-Events stattfinden.

- South Market befindet sich im Süden und beinhaltet mehrere Casinos sowie einen überdachten Casino-Strip.

- Fort Union ist vor allem ein Wohnbezirk und im Osten zu finden. Fort Union wird oft mit El Norte verwechselt, da das Spiel an gewissen Stellen El Norte anzeigt, obwohl sich der Spieler in Fort Union befindet.

- El Norte ist im Süd-Osten und ist vor allem durch alte, teilweise kaputte Häuser und Graffiti geprägt.

- Bayview International Airport befindet sich ganz im Osten von Bayview und ist mit dem Airport Freeway verbunden. Der Dulles International Airport in Virginia scheint als Vorbild für den Flughafen verwendet worden zu sein.

### Beacon Hill
Dieser Bezirk ist der zweite Bezirk, den der Spieler, nachdem er ihn freigeschaltet hat, befahren kann. Beacon Hill liegt am Fuße von Jackson Heights und beherbergt viele kurvige Straßen.
- Beacon Hill East ist im Osten. Man findet dort Geschäfte, ein Einkaufszentrum, einige Hochhäuser sowie die Bayview City Hall.

- Beacon Hill West verläuft von Beacon Hill East bis zur Küste und ähnelt Beacon Hill East.

- Pigeon Park befindet sich im Osten von Beacon Hill und ist ein großer Park. Dort befindet sich das Brad Lawless Memorial und ein Gewächshaus sowie ein Restaurant.

### Jackson Heights
Jackson Heights befindet sich in den Bergen Bayviews und wird als dritter Teil von der Karte freigeschaltet. Im Nordosten befindet sich das Observatorium. Im Osten stehen mehrere Villen und ein Polo-Club. Im Norden liegt der Gipfel und der Sendemast.

### Coal Harbor
Coal Harbor ist der südlichste Bezirk von Bayview und ist das Industrieviertel. Der Bezirk wird in den letzten zwei Kapiteln freigeschaltet.
- Coal Harbor East ist der erste Teil den der Spieler freischalten kann und verbindet City Core mit dem Hafen. Der Bezirk besteht aus alten Häusern und Fabriken, einem Business Center und dem Hafen. Zwei Highways verbinden Coal Harbor East mit den anderen Bezirken: Highway 7 verläuft direkt nach City Core, der Coal Harbor Freeway führt über den Bayview International Airport nach City Core.
- Coal Harbor West ist der letzte freischaltbare Teil der Karte und beherbergt neben dem restlichen Teil des Hafens auch Schwerindustrie und einen Güterbahnhof.

### Bayview Speedway
Der Bayview Speedway ist eine geschlossene Rennstrecke, welche nicht im „Freeroam“-Modus erreichbar ist. Neben den dort stattfindenden URL-Events befindet sich dort auch der Dyno für die Leistungsoptimierung.

## Fahrzeuge
| Fahrzeugliste                       |                                  |                         |
| Acura RSX Type S                    | Lexus IS300                      | Nissan Skyline R34 GT-R |
| Audi A3 3.2 quattro                 | Lincoln Navigator                | Opel/Vauxhall Corsa 1.8 |
| Audi TT 3.2 quattro                 | Mazda MX-5 / Miata MX-5          | Peugeot 106 S16         |
| Cadillac Escalade                   | Mazda RX-7                       | Peugeot 206 S16         |
| Ford Focus ZX3                      | Mazda RX-8                       | Pontiac GTO             |
| Ford Mustang GT                     | Mitsubishi 3000 GT               | Subaru Impreza WRX STI  |
| Ford Mustang Shelby GT 500          | Mitsubishi Eclipse GSX           | Toyota Celica GT-S      |
| Honda Civic Coupe Si                | Mitsubishi Lancer Evolution VIII | Toyota Corolla GTS AE86 |
| Hummer H2                           | Nissan 240SX                     | Toyota Supra            |
| Hyundai Coupé GT V6 / Tiburon GT V6 | Nissan 350Z                      | Volkswagen Golf IV GTI  |
| Infiniti G35 Coupé                  | Nissan Sentra SE-R Spec V        |                         |

1. ↑  Nur in der Version für Nordamerika.
2. ↑  Nur in der Version für Europa.
3. ↑  Nur in der Version für Europa.
4. ↑  Nur in der Version für Nordamerika.

## Soundtracks
| Autor                                  | Song                                  |
| Capone                                 | I Need Speed                          |
| Chingy                                 | I Do                                  |
| Christopher Lawrence                   | Rush Hour                             |
| Cirrus                                 | Back on a Mission                     |
| Felix Da Housecat                      | Rocket Ride (Soulwax Remix)           |
| Fluke                                  | Switch/Twitch                         |
| FREELAND                               | Mind Killer (Jagz Kooner Remix)       |
| Helmet                                 | Crashing Foreign Cars                 |
| Killradio                              | Scavenger                             |
| Killing Joke                           | The Death & Resurrection Show         |
| Ministry                               | No W                                  |
| Mudvayne                               | Determined                            |
| Paul Van Dyk feat. Hemstock & Jennings | Nothing But You (Cirrus Remix)        |
| Queens of the Stone Age                | In My Head                            |
| Rise Against                           | Give it All                           |
| Septembre                              | I am Weightless                       |
| Skindred                               | Nobody                                |
| Sly Boogy                              | That’z My Name                        |
| Sin                                    | Hard EBM                              |
| Snapcase                               | Skeptic                               |
| Snoop Dogg feat. the Doors             | Riders On The Storm (Fredwreck Remix) |
| Sonic Animation                        | E-Ville                               |
| Spiderbait                             | Black Betty                           |
| Terror Squad                           | Lean Back                             |
| The Bronx                              | Notice of Eviction                    |
| Tom Salta                              | Do It Again                           |
| Tom Salta                              | Scuzz Missile                         |
| Unwritten Law                          | The Celebration Song                  |
| Xzibit                                 | LAX                                   |

## Underground Rivals
Need for Speed: Underground Rivals ist die erste Umsetzung von Need for Speed für die PSP und erschien im Januar, März und September 2005 in den USA, Japan und in Europa. In dieser Version kommen vor allem japanische und einige amerikanische Autos wie zum Beispiel der Ford Mustang und die Chevrolet Corvette C5 vor. Spielerisch ähnelt es Underground 2.

## Rezensionen
Das Spiel wurde überwiegend positiv bewertet. So erreichte das Spiel auf der Seite Metacritic, die Wertungen mehrerer Spielezeitschriften zusammenrechnet, eine Metawertung von 89 % für die Windows- und die PS2-Version. Gelobt wurden an dem Spiel unter anderem die abwechselungsreichen Rennen, die große Bewegungsfreiheit und die zahlreichen Tuningmöglichkeiten. Kritisiert wurden unter anderem die willkürliche Verteilung der Wettbewerbe, die Leblosigkeit der Spielwelt, sowie das fehlende Schadensmodell.